# Artedó
Artedó, popularment anomenat Ortedó, és una població del municipi d'Alàs i Cerc de la comarca de l'Alt Urgell. Segons Joan Coromines i Vigneaux el topònim Artedó o Ortedó prové del mot bascoide arte-dun que significa "ple de roures verds". És a 1.166 metres d'altura a la falda del puig de Sanatge al vessant septentrional de la serra del Cadí. El poble havia format part de l'antic terme municipal de Cerc, annexat al d'Alàs i Cerc el 1970. Anteriorment, fins al segle xix, Artedó n'havia estat el cap municipal, al qual també donava nom. L'església de la població és de construcció moderna i dedicada a Sant Vicenç. L'antiga església, també dedicada a Sant Vicenç, es troba al fossar. Des de l'any 2007 s'hi organitza anualment el Festival Picurt, una mostra de cinema de muntanya.